# Circoscrizione elettorale Marche (Regno d'Italia)
La circoscrizione elettorale Marche è stata una circoscrizione elettorale di lista del Regno d'Italia per l'elezione della Camera dei deputati.

## Storia
La circoscrizione fu creata con l'istituzione del collegio unico nazionale tramite regio decreto del 13 dicembre 1923, n. 2694.
Sulla base del censimento della popolazione del 1921, alla circoscrizione vennero assegnati 16 deputati (11 per la lista prevalente e 5 per le liste di minoranza) rispetto ai 17 stabiliti per le corrispondenti province fino alle elezioni del 1921.
La circoscrizione fu abolita con legge 15 febbraio 1925, n. 122.
| Legislature     | VIII | IX   | X    | XI   | XII  | XIII | XIV  | XV   | XVI  | XVII | XVIII | XIX  | XX   | XXI  | XXII | XXIII | XXIV | XXV  | XXVI | XXVII | XXVIII | XXIX | XXX  |
| --------------- | ---- | ---- | ---- | ---- | ---- | ---- | ---- | ---- | ---- | ---- | ----- | ---- | ---- | ---- | ---- | ----- | ---- | ---- | ---- | ----- | ------ | ---- | ---- |
| Elezioni        | 1861 | 1865 | 1867 | 1870 | 1874 | 1876 | 1880 | 1882 | 1886 | 1890 | 1892  | 1895 | 1897 | 1900 | 1904 | 1909  | 1913 | 1919 | 1921 | 1924  | 1929   | 1934 | 1939 |
| Deputati eletti |      |      |      |      |      |      |      |      |      |      |       |      |      |      |      |       |      |      |      | 16    |        |      |      |
|                 |      |      |      |      |      |      |      |      |      |      |       |      |      |      |      |       |      |      |      |       |        |      |      |
| Totale eletti   | 443  | 493  | 493  | 508  | 508  | 508  | 508  | 508  | 508  | 508  | 508   | 508  | 508  | 508  | 508  | 508   | 508  | 508  | 535  | 535   | 400    | 400  |      |
| Numero collegi  | 443  | 493  | 493  | 508  | 508  | 508  | 508  | 135  | 135  | 135  | 508   | 508  | 508  | 508  | 508  | 508   | 508  | 54   | 40   | 15    | 1      | 1    |      |

## Territorio
Comprendeva le province di Ancona, Pesaro, Macerata e Ascoli Piceno e aveva come capoluogo Ancona.

## Dati elettorali
| Partito                            | Partito                            | Risultati 6 aprile 1924 | Risultati 6 aprile 1924 | Risultati 6 aprile 1924 | Seggi | Seggi |
| Partito                            | Partito                            | Voti                    | %                       | ±                       | Num   | ±     |
| ---------------------------------- | ---------------------------------- | ----------------------- | ----------------------- | ----------------------- | ----- | ----- |
|                                    | Nazionale                          | 128 869                 | 63,78                   | n.d.                    | 11    | n.d.  |
|                                    | Popolare                           | 21 253                  | 10,52                   | n.d.                    | 1     | n.d.  |
|                                    | Repubblicani                       | 16 133                  | 7,98                    | n.d.                    | 1     | n.d.  |
|                                    | Socialista massimalista            | 13 087                  | 6,48                    | n.d.                    | 1     | n.d.  |
|                                    | Socialista unitario                | 12 525                  | 6,20                    | n.d.                    | 1     | n.d.  |
|                                    | Comunista                          | 10 176                  | 5,04                    | n.d.                    | 1     | n.d.  |
|                                    |                                    |                         |                         |                         |       |       |
| Iscritti                           | Iscritti                           | 378 613                 | 100,00                  |                         |       |       |
| ↳ Votanti (% su iscritti)          | ↳ Votanti (% su iscritti)          | 217 029                 | 57,32                   | n.d.                    |       |       |
| ↳ Voti validi (% su votanti)       | ↳ Voti validi (% su votanti)       | 202 043                 | 93,09                   |                         |       |       |
| ↳ Schede non valide (% su votanti) | ↳ Schede non valide (% su votanti) | 14 986                  | 6,91                    |                         |       |       |
| ↳ Astenuti (% su iscritti)         | ↳ Astenuti (% su iscritti)         | 161 584                 | 42,68                   |                         |       |       |

| Eletti | Eletti               |
| ------ | -------------------- |
|        | Silvio Gai           |
|        | Ernesto Galeazzi     |
|        | Marcello Gallo       |
|        | Alessandro Mariotti  |
|        | Paolo Mattei Gentili |
|        | Serafino Mazzolini   |
|        | Giambattista Miliani |
|        | Gaetano Polverelli   |
|        | Raffaello Riccardi   |
|        | Giovanni Tofani      |
|        | Cesare Tumedei       |
|        | Umberto Tupini       |
|        | Alfredo Morea        |
|        | Diego Del Bello      |
|        | Alessandro Bocconi   |
|        | Guido Molinelli      |